# 陳琦 (萬曆進士)
陳琦（1578年—？），字國偉，號元璞，四川敘州府宜賓縣人，民籍，治《書經》。

## 生平
戊寅正月二十四日生，行三。由增生中式庚子鄉試六十七名舉人，年三十二歲中式萬曆三十八年庚戌科會試一百三名，第三甲第一百八十五名進士。吏部觀政，授江西信豐縣知縣，四十年本省同考，四十四年陞南京刑部主事。官至楚雄府知府。

## 家族
曾祖陳朝相；祖陳文；父陳萬邦，贈文林郎；母凌氏（贈孺人）。永感下，妻李氏（封孺人）。兄瑞；璋。子用中；建中。